# How to Marry a Millionaire
How to Marry a Millionaire és una comèdia de Hollywood de l’any 1953 dirigida per Jean Negulesco i protagonitzada per Betty Garble, Marilyn Monroe i Lauren Bacall.
Tres models de la ciutat de Nova York, Loco, Pola i Schatze (Grable, Monroe i Bacall, respectivament), cansades d’estar amb homes sense diners, es muden a un apartament de Nova York per a tal de pretendre a l’elit de la ciutat. Tenen un propòsit: casar-se amb un milionari. El problema arriba quan les tres models no poden distinguir entre els rics i els fraus. Fins que arriba el moment de decidir què val més, els diners o l’amor veritable?
Aquest film comença amb l’apertura de Street Scene d'Alfred Newman, dirigida per ell mateix. A més, How to marry a millionaire és la primera presentació de la NBC de la sèrie Saturday Night at the Movies, el 23 de setembre de 1961.

## Argument

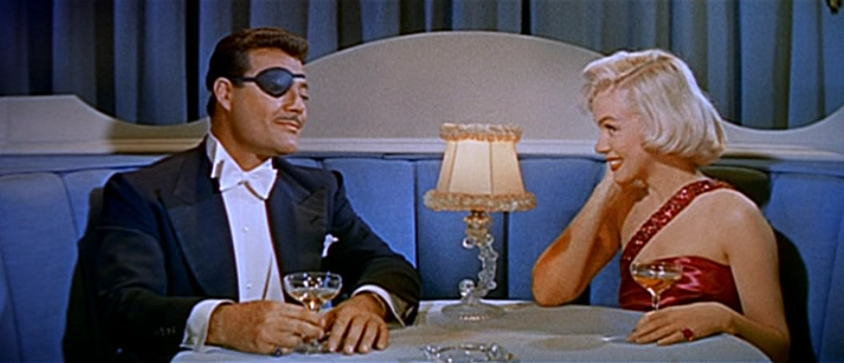
Alexander D'Arcy i Marilyn Monroe a How to Marry a Millionaire

Aquesta pel·lícula és un remake d'un film del 1933, The Greeks Had a Word for Them. Aquest va ser el primer llargmetratge on la 20th Century-Fox va utilitzar per primer cop la Cinemascope.

Marilyn Monroe, Betty Grable i Lauren Bacall a How to Marry a Millionaire

Lauren Bacall, Marilyn Monroe i Betty Grable fan de tres models amb poca riquesa que tenen llogat un àtic a Manhattan que amb sort es poden permetre. Bacall idea un pla on les models es fan passar per dones riques per tal d'aconseguir un marit ric per a cada una d'elles. Un playboy internacional pretén la Pola Debevoise, però ella acaba amb el evasor d’impostos que és el propietari del seu apartament (David Wayne). Loco Dempsey marxa a un cap de setmana a les muntanyes amb un executiu casat (Fred Clark), però s'enamora amb el pobre, però atractiu, guardabosc (Rory Calhoun). Page, qui estava a punt d’acabar amb un vell milionari (William Powell), decideix quedar-se amb un pobre que vol estar amb ella des de l’inici de la història (Cameron Mitchell). Al final, resulta que aquest pobre és un dels homes més rics de la ciutat.

## Repartiment
El repartiment de la pel·lícula és el següent
- Betty Grable: Loco Dempsey.

- Marilyn Monroe: Pola Debevoise.

- Lauren Bacall: Schatze Page.

- David Wayne: Freddie Denmark.
- Rory Calhoun: Eben Salem.
- Cameron Mitchell: Tom Brookman.

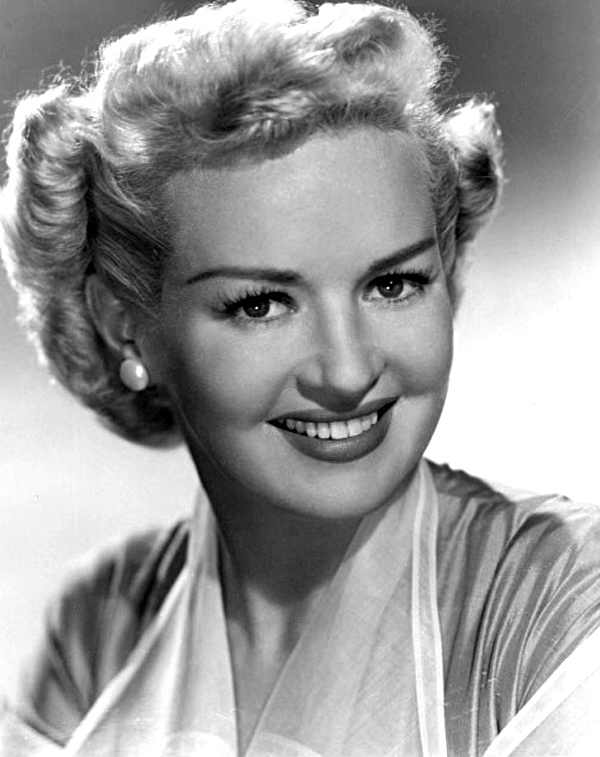
Betty Grable

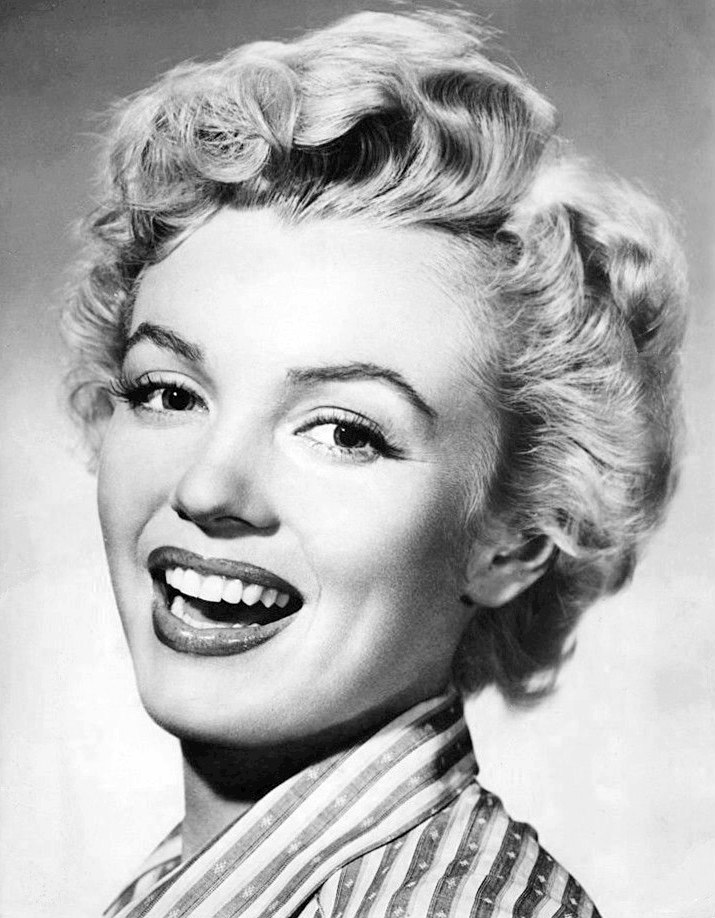
Marilyn Monroe

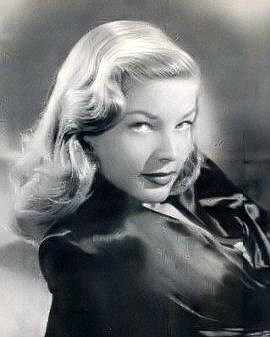
Lauren Bacall

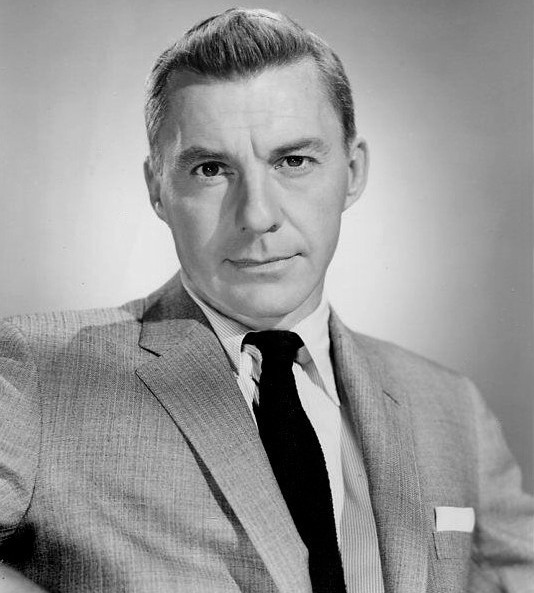
David Wayne

- Alexander D’Arcy: J. Stewart Merrill.
- Fred Clark: Waldo Brewster.
- William Powell: J.D. Hanley.
- Robert Adler: Cab Driver.
- Merry Anders: model.
- Jan Arvan: Tony.
- Charlotte Austin: model.
- John Breen: cuiner.
- Benny Burt: reporter.
- Harry Carter: operador d’ascensors.
- Jack Chefe: cambrer de la boda.
- Oliver Cross: encarregat del restaurant.
- Herbert Deans: majordom.
- Van Des Autels: padrí de bodes.
- George Dunn: Mike (operador d’ascensors).
- Elaine DuPont: rol indeterminat.
- Eve Finell: hostessa.
- Kenneth Gibson: convidat de la boda.
- James Gonzalez: convidat de la boda.
- Ivis Goulding: criada.
- Tom Greenway: policia en motocicleta.
- Ruth Hall: model.
- Percy Helton: Mr. Benton.
- Harry James: trompetista a la ràdio.
- Hope Landin: Mrs. Salem.
- Lane Liddell: model.
- Robert Locke Lorraine: convidat de la boda.
- Dayton Lummis: jutge de pau.
- Rankin Mansfield: Bennett.
- Maurice Marsac: Mr. Antoine.
- Thomas Martin: Pete, porter.
- Beryl McCutcheon: model.
- Harold Miller: convidat de la boda.
- Alfred Newman: director d’orquesta.
- Barry Norton: passatger de l’avió.
- Tudor Owen: Mr. Otis.
- Murray Pollack: convidat de la boda.
- Ralph Reed: venedor de joies.
- George Saurel: Emir.
- Bernard Sell: convidat de la boda.
- Richard Shackleton: botons.
- Hermine Sterler: madame.
- James Stone: porter.
- Larri Thomas: convidada de boda.
- Lida Thomas: model.
- Ivan Triesault: Phillip.
- Tyra Vaughn: model.
- Emmett Vogan: home al pont George Washington.
- Eric Wilton: majordom.

## Premis i nominacions
| Any  | Categoria                                            | Resultat |
| ---- | ---------------------------------------------------- | -------- |
| 1953 | Oscar al millor vestuari (color)                     | Nominada |
| 1953 | Sindicat de guionistes (WGA): Millor guió de comèdia | Nominada |
| 1954 | BAFTA: Millor pel·lícula                             | Nominada |

## Banda sonora
| Número | Títol                                            | Durada |
| ------ | ------------------------------------------------ | ------ |
| 1      | 20th Century-Fox Fanfare                         | 0:14   |
| 2      | Street Scene                                     | 5:39   |
| 3      | New York                                         | 2:26   |
| 4      | Brookman/Girls on the road                       | 4:01   |
| 5      | Dissappearing Furniture/Failing plans            | 1:18   |
| 6      | The first prospect                               | 2:49   |
| 7      | How about you                                    | 2:29   |
| 8      | Hanley                                           | 2:53   |
| 9      | I’ve got a feelin’ you’re foolin’/Dream sequence | 4:11   |
| 10     | Lovely lady/Sweet and lovely                     | 4:54   |
| 11     | You’ll never know/Empty apartment                | 1:32   |
| 12     | Hanley and Schatze                               | 4:30   |
| 13     | Skiing/Eben’s land                               | 3:05   |
| 14     | Denmark returns                                  | 1:27   |
| 15     | Eben and Loco                                    | 2:29   |
| 16     | Brookman and Schatze                             | 2:39   |
| 17     | Hanley returns/I know why/Loco’s Beau            | 3:46   |
| 18     | I’m making believe/Pola’s beau                   | 2:32   |
| 19     | Hanlye’s good deed                               | 4:58   |
| 20     | End title                                        | 0:37   |
| 21     | Selling grand piano                              | 0:08   |
| 22     | Bachelorette pad                                 | 2:50   |
| 23     | Samba de Rio                                     | 2:39   |
| 24     | Millionaire dance                                | 2:44   |
| 25     | Bridal chorus                                    | 0:31   |
| 26     | George Washington Bridge                         | 0:05   |
| 27     | New York                                         | 2:25   |